# 盧孝達
盧孝達（1504年—？），字維周，浙江金華府東陽縣人，民籍，明朝政治人物。

## 生平
嘉靖十三年（1534年）甲午科順天府鄉試第九十名舉人。嘉靖十四年（1535年）聯捷乙未科會試第九十八名，登第三甲第二百二十一名進士。官至江西廣信府知府，嘉靖三十五年（1556年）起补雷州府知府，五月入赵文华幕府，围剿海寇徐海，十一月以功升俸一级。三十六年升四川按察司副使。

## 家族
曾祖盧淙；祖父盧梁；父盧㷆，母呂氏。具庆下。兄孝通。弟孝逸、孝逊。